# Бельгия в Первой мировой войне

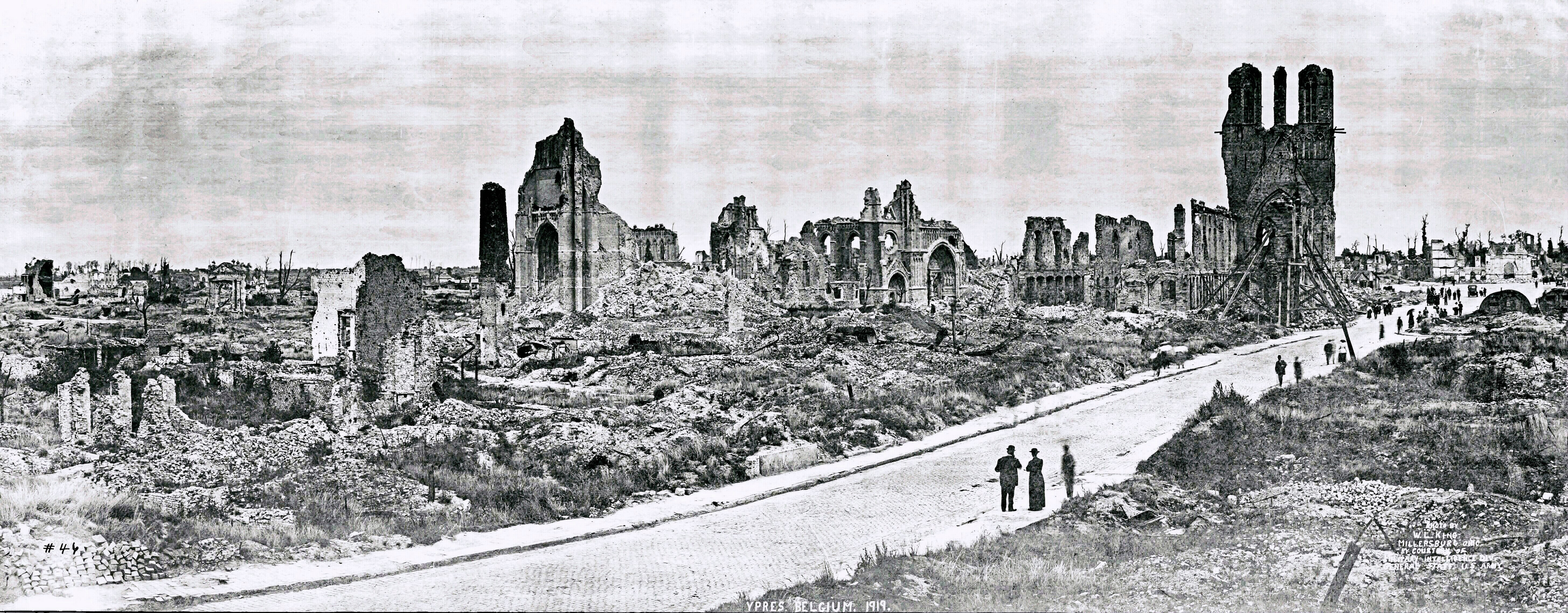
Руины Ипра, 1919 год

Королевство Бельгия вступило в Первую мировую войну 4 августа 1914 года. В этот день германская армия, нарушив нейтралитет страны, пересекла государственную границу Бельгии. Бельгийская армия была вынуждена присоединиться к войскам Антанты и принять участие в конфликте. Во время войны бо́льшая часть территории страны была оккупирована захватчиками.
В ходе войны Германия создала оккупационную администрацию, а немецкие войска совершили ряд военных преступлений против мирного населения. В Первой мировой войне Бельгия потеряла погибшими 58 637 военнослужащих и около 10 000 мирных жителей.
После окончания войны Бельгия как союзница стран-победительниц участвовала в Парижской мирной конференции, по итогам которой Бельгии выплачивались репарации, а также по мандату Лиги Наций под управление Бельгии передавалась германская колония в Африке — Руанда-Урунди.

## Вступление в войну

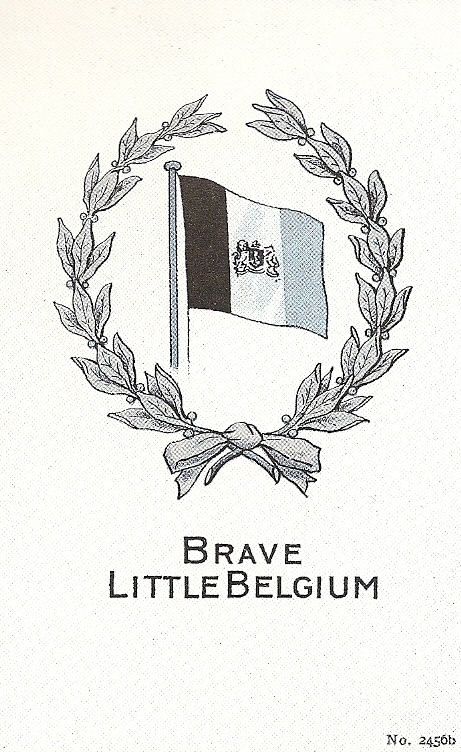
Британская открытка, поддерживающая стремление Бельгии к сохранению суверенитета

Согласно германскому плану войны, разработанному начальником Генерального штаба германской армии Шлиффеном в 1905 году, немецкие войска в случае войны должны были использовать территорию Бельгии для обхода основных оборонительных рубежей Франции. Таким образом Бельгия оказывалась втянутой в предстоящую войну. Нейтралитет Бельгии гарантировался Лондонским договором 1839 года. Несмотря на это, руководство Германии заранее планировало нарушение бельгийского нейтралитета, а германский канцлер Бетман-Гольвег назвал Лондонский договор «клочком бумаги».
После начала Первой мировой войны, 2 августа 1914 года германский посол в Бельгии Белов-Залеске предъявил министру иностранных дел Бельгии Жюльену Давиньону ультиматум с требованием на проход своих войск. На следующий день, 3 августа, бельгийское правительство отвергло ультиматум, настаивая на своем нейтралитете. После этого немецкие войска вторглись на её территорию. В ответ на это один из гарантов бельгийского нейтралитета — Британская империя 4 августа объявила Германии войну.

## Вооружённые силы

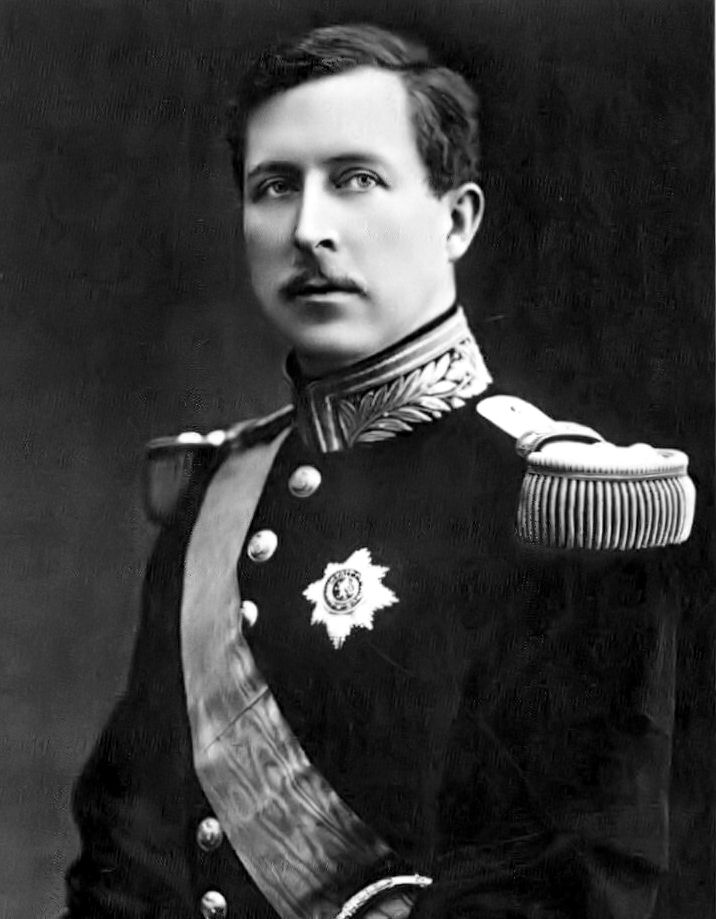
Король Бельгии Альберт I

Главнокомандующим бельгийской армией являлся король Альберт I, а начальником генерального штаба был генерал Селльер де Моранвиль. Ставка бельгийской армии находилась в Брюсселе. После окончания мобилизации в Бельгии, полевые войска составляли 117 000 человек и 312 орудий. Кроме этого имелось ещё 175 000 военнослужащих в резервных частях и гарнизонах крепостей. Общая численность бельгийских вооружённых сил на момент окончания мобилизации составила 375 000 человек.
Армия насчитывала 6 пехотных и 1 кавалерийскую дивизию:
- 1-я пехотная дивизия (командующий генерал-лейтенант Баикс) — Гент
- 2-я пехотная дивизия (командующий генерал-лейтенант Дассин) — Антверпен
- 3-я пехотная дивизия (командующий генерал-лейтенант Леман) — Льеж
- 4-я пехотная дивизия (командующий генерал-лейтенант Мишель) — Намюр и Шарлеруа
- 5-я пехотная дивизия (командующий генерал-лейтенант Рувет) — Монс
- 6-я пехотная дивизия (командующий генерал-лейтенант Лантонноис ван Роде) — Брюссель
- Кавалерийская дивизия (командующий генерал-лейтенант де Витт) — Варем

## Участие в боевых действиях

### Западный фронт

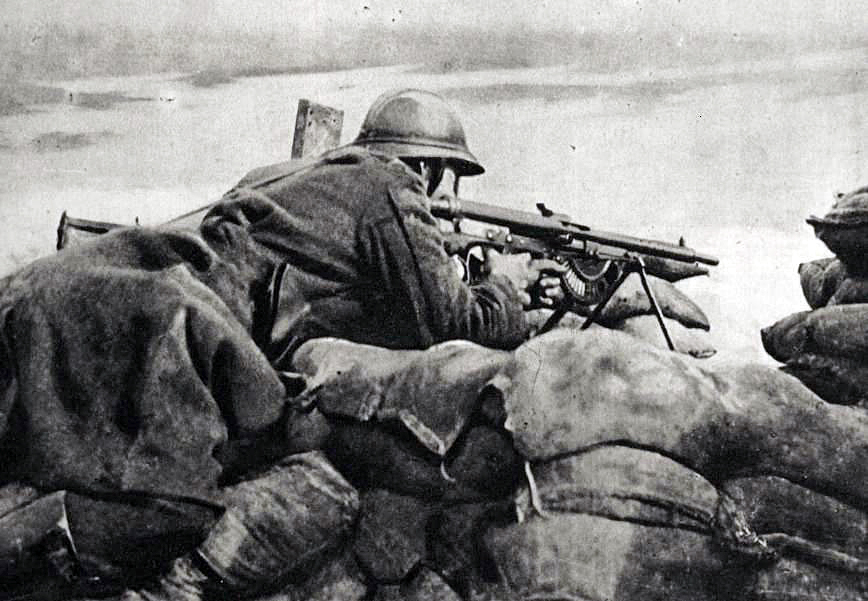
Бельгийский пулемётчик на линии фронта в 1918 году

4 августа германские войска (25 000 пехотинцев, 8 000 кавалеристов и 124 орудия) перешли границу и двинулись к крепости Льеж, которая прикрывала переправы через реку Маас. 5 августа германские подразделения начали штурм крепости. Первые атаки не принесли немцам результата. На следующий день подразделениям 14-й пехотной бригады под командованием генерала Эриха Людендорфа удалось прорваться в Льеж, однако форты города продолжали сопротивление. Также 6 августа впервые в истории войн немцы применили воздушный налёт. Цеппелин «L-Z», вылетевший из Кёльна, сбросил 13 бомб на Льеж, убив 9 мирных жителей. 12 августа после подхода дополнительных немецких войск, подвоза тяжёлой артиллерии и отхода основных бельгийских сил из города немецкие войска сумели захватить крепость. К 16 августа все форты Льежа были захвачены немецкой армией, командующий 3-й бельгийской дивизией и комендант крепости Жерар Леман был ранен и попал в плен. После падения Льежа 1-я и 2-я германские армии начали переправу через Маас и наступление на Брюссель, Вавр и Намюр.

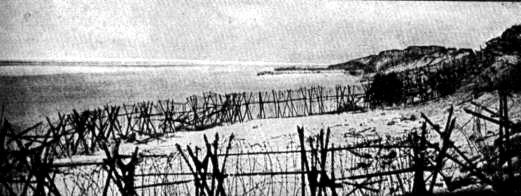
«Конец фронта» — линия обороны упирается в море близ Ньивпорта

Полевая бельгийская армия прикрывала Брюссель, часть сил находились на реке Диль, 4-я пехотная дивизия оставалась для защиты Намюра. К 18 августа между наступающими германскими армиями и бельгийскими войсками завязались бои, в результате которых бельгийские части были отброшены за реку Диль. 20 августа отступающие бельгийские части подошли к Антверпену, в который бежало бельгийское правительство. Немецкое командование выделило часть сил из состава 1-й армии для осады Антверпена. В тот же день германские войска вошли в столицу королевства — Брюссель. 1-я, 2-я и 3-я немецкие армии преодолели значительную часть территории Бельгии и вышли на линию Брюссель — Намюр — Динан, готовясь вступить в сражение с французской армией.
25 августа части 2-й и 3-й германских армий захватили крепость Намюр, которая являлась важным железнодорожным узлом. После завершения Марнского сражения и падения Антверпена, бельгийское правительство перебралось в Гавр. Уцелевшие в ходе боёв 1914 года бельгийские подразделения (всего 48 000 солдат и офицеров) заняли участок бельгийской территории, не оккупированный германскими войсками (район Ипра). Бельгийские войска заняли позиции на реке Изер от Ипра до побережья.
Недостаточно укомплектованные бельгийские войска вели боевые действия против немецких войск в ходе боёв во Фландрии в конце 1914 года. 18 октября с ожесточённых столкновений бельгийцев с 4-й германской армией началось Фландрское сражение. Бельгийская армия, испытывая недостаток в артиллерийских боеприпасах, с трудом сдерживала натиск германских войск. Командование Антанты убеждало бельгийского короля продолжать сопротивление и обещало помощь. 25 октября бельгийцы приняли решение затопить низменный левый берег Изера, открыв шлюзы во время прилива. Позиции немецких войск были затоплены водой и 31 октября они были вынуждены уйти с левого берега Изера. Это привело к тому, что на данном участке фронта активные боевые действия прекратились.
После оккупации территории страны, к концу 1914 года на Западном фронте началась позиционная война. В апреле 1915 года на территории Бельгии в районе Ипра произошло наступление германской армии с применением химического оружия (хлор). В результате газовой атаки в течение нескольких минут погибли около 5000 человек. Через два дня была организована вторая газовая атака, однако командование Антанты снабдило обороняющиеся войска противогазами.
В 1917 году на территории Фландрии развернулись ожесточённые бои между британскими и германскими войсками у Мессин и Пашендейля. В этих сражениях немцы начали применять новый отравляющий газ — иприт. Бельгийская армия принимала участие в боях во Фландрии, так в битве у Пашендейля сражались 40 бельгийских самолётов. Операции 1917 года во Фландрии не принесли ожидаемого успеха воюющим сторонам и привели к тяжёлым потерям.
Во второй половине 1918 года командование Антанты приняло решение провести решающее наступление с целью окончания войны. Бельгийские подразделения также участвовали в общем союзном наступлении. Король Бельгии Альберт I был назначен командующим Фландрской группировкой союзных войск. 11 ноября было подписано Компьенское перемирие, завершившее войну. Германские войска отступили с территории Бельгии.

### Боевые действия в Африке

#### Камерун
В первые недели войны Бельгия неохотно участвовала в военных действиях против немцев в Африке. После растущего давления со стороны англичан и французов, а также из-за развивающегося хода событий в Африке бельгийское правительство согласилось на участие 600 солдат в камерунской кампании. В 1916 году немцы потерпели поражение.

#### Восточная Африка

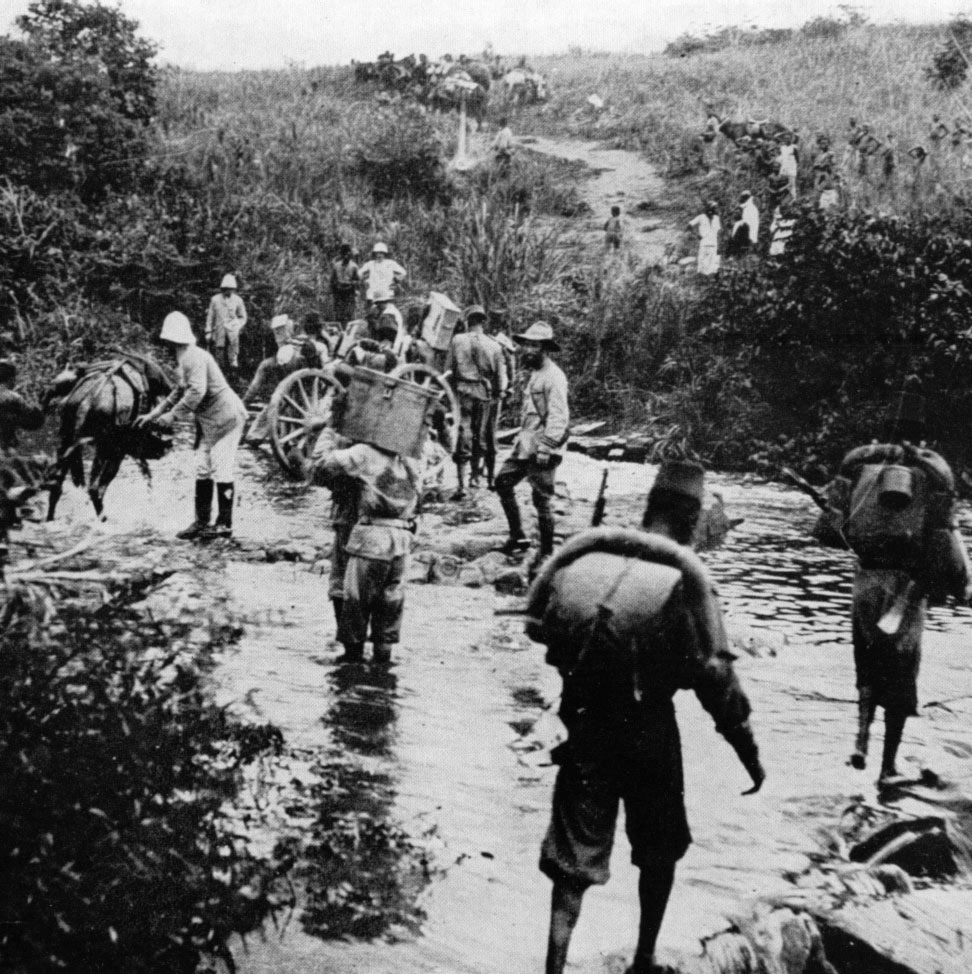
Бойцы «Force Publique» в Восточной Африке. 1916 год

Бельгийские колониальные войска участвовали в боевых действиях против германских войск в Конго и Восточной Африке. В боевых действиях против немецких колониальных войск участвовали полицейские силы Бельгийского Конго «Force Publique» (рус. «Общественные силы»). Основу этих сил составляли местные жители, командование осуществляли бельгийцы.
В 1916 году бельгийские колониальные войска захватили Руанду и Бурунди. После этого британские, бельгийские и португальские войска вторглись на территорию Германской Восточной Африки, однако одержать победу над германскими войсками Леттов-Форбека не удалось. Боевые действия переместились в португальскую колонию Мозамбик. Во время боевых действий в Африке потери бельгийских колониальных войск составили 9 077 туземцев и 58 бельгийцев.

### Восточный фронт

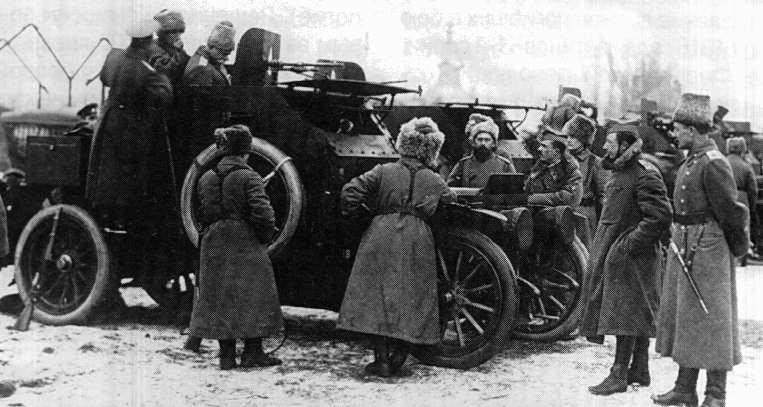
Бельгийский экспедиционный корпус в России, январь 1916 года.

В 1915 году Бельгия направила на помощь России «Экспедиционный бельгийский корпус автомобильных пушек и пулемётов в России». В него вошли 350 бельгийских добровольцев, в большинстве своём опытных бронеавтомобилистов, участвовавших в боях 1914 года во Фландрии, 13, либо 17 бронеавтомобилей — 6 с 37-мм пушкой, 4 с пулемётами и 3 без вооружения; 26 легковых и грузовых автомашин, 18 мотоциклов и другая техника. В сентябре 1915 года бельгийские добровольцы были доставлены на британском военном корабле из французского Бреста в Архангельск, затем переправлены в Петергоф, после чего в Царском Селе их принял Николай II. В январе 1916 года бельгийские военные были отправлены в Галицию, где отличились во время Брусиловского прорыва, получив 104 Георгиевских креста.
Когда в Бельгии стали известны о возможности выхода России из войны, то в августе 1917 года на русском фронте в Галиции, где сражалось бельгийское формирование, побывал министр без портфеля Э. Вандервельде, выступивший с воодушевляющей речью перед солдатами с призывом не слагать оружие.
После Октябрьской революции, король Альберт I отдал приказ о возвращении на родину бельгийского воинского формирования. В 1918 году в Киеве оно получило разрешение покинуть Россию через Сибирь при условии — не вступать в контакт с Белой армией. Поезд через Транссиб дошёл до Владивостока, оттуда бельгийцы попали в США и затем в Париж, где корпус был расформирован.

## Оккупация и военные преступления

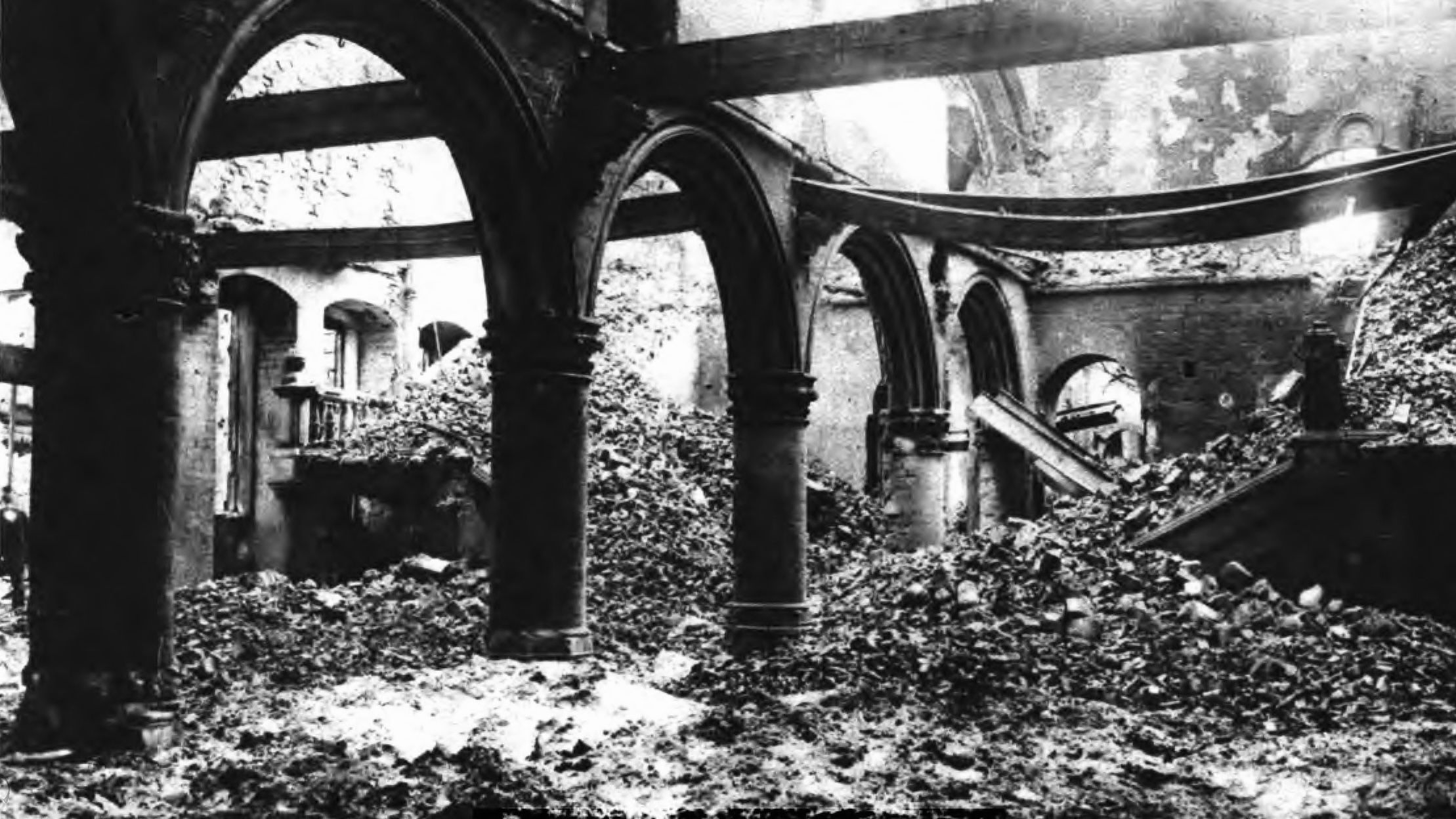
Разрушенная библиотека Лёвенского университета

В ходе оккупации значительной части бельгийской территории германской армией в 1914—1918 годах было убито около 6000 гражданских лиц. Около 25 000 жилых домов и других зданий в 837 общинах Бельгии были уничтожены. Помимо этого, около 1 500 000 бельгийцев (около 20 % населения страны) покинули страну и стали беженцами.
Во время занятия населённых пунктов немецкими военнослужащими были совершены военные преступления в отношении гражданских лиц. Имеются свидетельства, что насилие в отношении гражданских лиц было преднамеренным в Льеже, Анденне, Лёвене и Динане.
Немецкие войска, опасаясь создания партизанских формирований на оккупированной бельгийской территории, разрушали дома и казнили мирных жителей в восточной и центральной Бельгии, в том числе в Арсхоте (156 убитых), в Анденне (211 убитых), в Таминес (383 убитых), в Динане (674 убитых). Среди жертв были женщины и дети.
25 августа 1914 года германские войска захватили Лёвен и уничтожили библиотеку Лёвенского университета. В огне было уничтожено 300 000 книг, в том числе много средневековых книг и рукописей. В городе были убиты 248 жителей, 10 000 человек покинули свои дома и стали беженцами. Около 2000 зданий были разрушены и большое количество сырья, продовольствия и промышленного оборудования было переправлено в Германию. Эти действия германской армии были осуждены мировым сообществом.
Германские солдаты и офицеры помимо убийств совершали изнасилования и грабежи. В Брабанте немецкие военнослужащие заставили раздеться монахинь, под предлогом того, что они являются шпионками. В Арсхоте между августом и сентябрем 1914 года женщины неоднократно становились жертвами грабежей, убийств и изнасилований.

## Иностранная поддержка

### Российская империя
В ходе Первой мировой войны Россия оказывала дипломатическую и благотворительную поддержку Бельгии. 8 августа 1914 года Николай II выразил своё отношение к происходившему в телеграмме королю Альберту I: «С чувством глубокого восхищения мужественной бельгийской армией, Я прошу Ваше Величество поверить в Мою сердечную симпатию и принять Мои лучшие пожелания успеха в этой героической борьбе за независимость своей страны». В ответной телеграмме, полученной в Петергофе 9 августа, король Бельгии Альберт I от имени армии и бельгийской нации поблагодарил Николая II за пожелания. В следующей телеграмме император сообщил о восхищении тем, что бельгийская армия первой оказала сопротивление завоевателю. «В качестве свидетельства этого восхищения, которое я разделяю вместе со всей Россией, — писал Николай II, — Я прошу Ваше Величество принять рыцарский крест Святого Георгия, Моего военного ордена, который жалуется только храбрым людям». В телеграмме министра иностранных дел России С. Д. Сазонова министру иностранных дел Бельгии Ж. Давиньону от 13 августа российское правительство выразило поддержку бельгийского правительства.
Российские газеты публиковали статьи о положении на бельгийском фронте, на русский язык переводились брошюры бельгийских авторов, 30 процентов прибыли от продажи которых шли в помощь бельгийскому народу. Собирались многочисленные пожертвования в пользу бельгийского народа. В Петрограде были организованы несколько концертов, сборы от которых были направлены в помощь Бельгии. Так, 21 ноября 1914 года в Петрограде, в Мариинском театре, состоялся благотворительный концерт в честь бельгийцев, выручка от которого была передана бельгийскому посланнику в России графу де Бюиссрэ. В 1914 году был опубликован и исполнялся в русских войсках гимн Бельгии.

### Японская империя
Японские СМИ наводнили страну новостями о войне, где особое место часто отводилось новостям о бельгийцах. Почти ежедневно появлялись сенсационные газетные статьи о бельгийском населении, в том числе о беженцах и солдатах, подчеркивалось неиссякаемое мужество бельгийского народа и армии. На протяжении всей войны бельгийские солдаты изображались решительными героями, которые, несмотря на постоянные неудачи, неизменно защищали фронт. Бельгийский король Альберт I был представлен как удивительно храбрый монарх, который, не задумываясь, бросил вызов всевозможным опасностям, чтобы поддержать свой народ и войска, также часто проводилось сравнение между бесстрашным королем и героическими японскими самураями.
В Японии появилось несколько благотворительных инициатив. Были организованы различные мероприятия с целью сбора средств для бельгийского народа и армии. Например, газета "Асахи симбун" организовала различные сборы средств, чтобы попросить своих читателей о пожертвованиях. Та же газетная компания также пожертвовала традиционный самурайский меч королю Альберту I, чтобы поддержать его и бельгийский народ в его борьбе против действий немецкой армии. Другая газета, "Ёмиури симбун", сосредоточилась главным образом на роли, которую играли бельгийские женщины во время войны, и на том, что, несмотря ни на что, они упорствовали в защите своих детей, земли и справедливости и внесла дополнительный вклад в пожертвования для Бельгии, ежедневно сообщая о различных благотворительных акциях, организованных женскими ассоциациями. Эти ассоциации поощряли девушек жертвовать деньги, которые они собирали, продавая кукол ручной работы.
Кроме того, концерты, а также пьесы и слайд-шоу с изображениями бельгийских беженцев использовались для того, чтобы вызвать сочувствие и собрать деньги. Японские компании также выступили с инициативами. Например, одна компания пожертвовала японскую вазу королевской семье, в то время как ассоциация чайных компаний пожертвовала 10 000 пакетиков зеленого чая бельгийским солдатам. Наконец, между 1920 и 1924 годами различные богатые семьи и академические учреждения пожертвовали более 13 000 книг библиотеке Лёвенского католического университета, которая была разрушена во время войны, в дополнение к большой сумме денег.
Существует несколько причин, по которым Япония оказала поддержку Бельгии. Во-первых, Япония хотела представить себя достойным союзником, который, несмотря на игнорирование нескольких просьб об отправке войск на европейский фронт, безусловно, хотел поддержать союзников до победного конца. Во-вторых, имелась и эмоциональная сторона поддержки Бельгии — несколько японцев потеряли родственников или друзей во время русско-японской войны, которая тогда произошла 10 лет назад. Воспоминания и личный опыт хаоса, который может вызвать война, были свежими и близкими сердцу. Поэтому неудивительно, что постоянные сообщения в японских СМИ об ужасающей ситуации, в которой оказались бельгийцы, затронули многих японцев.
Кроме того, сострадательное отношение Японии к Бельгии улучшило дипломатические отношения между двумя странами, что привело к официальному назначению японского посла в Брюсселе в 1921 году.

## Итоги и последствия
После окончания войны состоялась Парижская мирная конференция, а в июне 1919 года был подписан Версальский договор между победителями и Германией. По условиям договора Бельгия получала округа Мальмеди и Эйпен, а также нейтральную и немецкую части Мореснета. Всего под контроль страны перешли 990 квадратных километров германской территории с 65 000 жителей. Позже, в 1922 году, часть бывшей германской колонии Восточная Африка — Руанда-Урунди — стала мандатной территорией Бельгии. Странам-победительницам также полагалась денежная компенсация. В 1920 году на конференции в Спа было определено, что 8 % от суммы немецких выплат достанется Бельгии.

### Потери
По данным советского исследователя Бориса Урланиса, потери бельгийской армии во время Первой мировой войны составили 58 637 убитых, пропавших без вести и умерших от ран. По данным бельгийского правительства, опубликованным в 1922, году потери Бельгии в войне составили: 26 338 убитыми, умершими от ран и несчастных случаев, а также 14 029 умершими от болезней и пропавшими без вести. В Африке бельгийские потери составили 18 270 человек погибшими. Общие потери в войне составили 58 637 человек. По данным военного департамента Великобритании Бельгия потеряла 13 716 убитыми и 24 456 пропавшими без вести на 11 ноября 1918 года. Однако в самом докладе говорится, что «эти цифры являются приблизительными и неполными». В ходе войны 62 000 гражданских лиц в Бельгии умерли от нехватки продовольствия и вследствие тяжёлых условий немецкого оккупационного режима. 30 000 бельгийцев умерло от испанского гриппа.
По данным российского журналиста Вадима Эрлихмана, в ходе боевых действий в Африке бельгийские колониальные войска потеряли погибшими около 5000 человек, а погибшие гражданские лица в Бельгийском Конго, из-за трудностей, связанных с войной насчитывали до 150 000 человек.

## Память

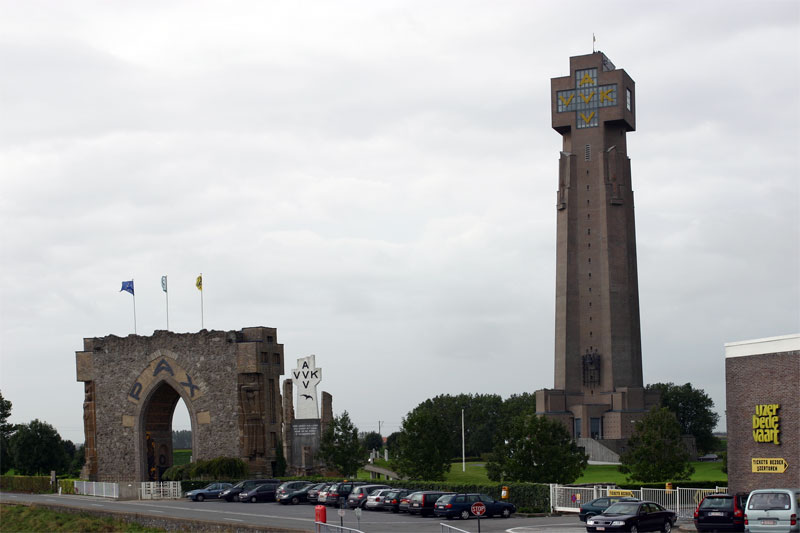
Башня на Изере и Ворота мира, Диксмёйде

11 ноября дата заключения Компьенского перемирия является официальным праздником и отмечается в Бельгии как «День перемирия». Как и во многих странах бывшей Антанты в этот день в Бельгии проходят праздничные мероприятия. Символом памяти жертв Первой мировой войны стал мак, покрывавший поля сражений во Фландрии. Существует традиция ношения бутоньерок в виде красных маков, на лацкане, в петлице пиджака или другой верхней одежды.
На территории Бельгии имеется значительное число мемориалов и военных кладбищ времён Первой мировой войны: Мененские ворота, Башня на Изере, Мемориал Пашендейль и другие. В братских могилах и на военных кладбищах Бельгии захоронены сотни тысяч военнослужащих Антанты и германской армии. Около 300 000 павших и захороненных на территории Бельгии военнослужащих Антанты в настоящее время не идентифицированы.

## Комментарии
1. ↑  Немецкие войска 1-й армии генерала Клюка вторглись в Бельгию уже 3 августа, перейдя государственную границу у деревни Геммених[1].
2. ↑  Для блокирования крепости был выделен 3-й резервный корпус[17]. Антверпен окончательно пал 10 октября 1914 года[18]. Бо́льшая часть бельгийских войск отступила в Нидерланды, где была интернирована на время войны.
3. ↑  Фландрская группа армий была образована в сентябре 1918 года. В неё вошли бельгийские войска: 12 пехотных и 1 кавалерийская дивизии; британские войска: 10 пехотных дивизий (2-я армия); французские войска: 7 пехотных и 3 кавалерийские дивизии. Начальником штаба Фландрской группы был французский генерал Жан Дегутт.
4. ↑  Из них убито в бою или умерли от ран 28 958, умерло от болезней, пропало без вести и впоследствии не были найдены 28 587, умерло в плену 1 002.